# Almudena Muñoz
Almudena Muñoz Martínez (Valencia, 4 de noviembre de 1968) es una deportista española que compitió en judo.
Participó en dos Juegos Olímpicos de Verano en los años 1992 y 1996, obteniendo una medalla de oro en la edición de Barcelona 1992 en la categoría de –52 kg. Ganó una medalla de plata en el Campeonato Mundial de Judo de 1993, y una medalla de oro en el Campeonato Europeo de Judo de 1993.

## Palmarés internacional
| Juegos Olímpicos   | Juegos Olímpicos   | Juegos Olímpicos | Juegos Olímpicos |
| Año                | Lugar              | Medalla          | Categoría        |
| ------------------ | ------------------ | ---------------- | ---------------- |
| 1992               | Barcelona (España) | Medalla de oro   | –52 kg           |
| Campeonato Mundial |                    |                  |                  |
| Año                | Lugar              | Medalla          | Categoría        |
| 1993               | Hamilton (Canadá)  | Medalla de plata | –52 kg           |
| Campeonato Europeo |                    |                  |                  |
| Año                | Lugar              | Medalla          | Categoría        |
| 1993               | Atenas (Grecia)    | Medalla de oro   | –52 kg           |

## Premios, reconocimientos y distinciones
- Medalla de Oro de la Real Orden del Mérito Deportivo, otorgada por el Consejo Superior de Deportes (1994)[3]